# Бальдо, Джузеппе
Джузеппе Бальдо (итал. Giuseppe Baldo, 27 июля 1914, Пьомбино-Дезе, Италия — 31 июля 2007, Монтекатини-Терме, Италия) — итальянский футболист, полузащитник. Прежде всего известный по выступлениям за клубы «Падова» и «Лацио», а также национальную сборную Италии.

## Клубная карьера
Родился 27 июля 1914 года в городе Пьомбино-Дезе. Воспитанник футбольной школы клуба «Падова». Взрослую футбольную карьеру начал в 1932 году в основной команде того же клуба, провёл три сезона, приняв участие в 71 матче чемпионата и забил 4 гола. Большую часть времени, проведённого в составе «Падовы», был основным игроком команды.
В 1935 году перешёл в клуб «Лацио», за который отыграл 6 сезонов. Играя в составе «Лацио» также выходил на поле в основном составе команды. В сезоне 1940/41 играл в команде клуба «Виченца». Завершил профессиональную карьеру футболиста выступлениями за команду «Лацио» в 1942 году.

## Выступления за сборную
В 1936 году дебютировал в официальных матчах в составе национальной сборной Италии. В течение карьеры в национальной команде, которая длилась всего один год, провёл в форме главной команды страны 4 матча.
В составе сборной был участником футбольного турнира на Олимпийских играх 1936 года в Берлине и получил титул олимпийского чемпиона.

## Титулы и достижения
- Олимпийский чемпион: 1936